# Illice vilaricensis
Illice vilaricensis är en fjärilsart som beskrevs av William Schaus 1938. Illice vilaricensis ingår i släktet Illice och familjen björnspinnare. Inga underarter finns listade i Catalogue of Life.